# Kathodestraalbuis
Een kathodestraalbuis, ook CRT of beeldbuis geheten, is een elektronenbuis voorzien van een fluorescentiescherm dat oplicht als het getroffen wordt door de elektronenstraal en een afbuigmechanisme waarmee de elektronenstraal bestuurd kan worden zodat een afbeelding zichtbaar wordt. De naam 'beeldbuis' wordt vooral gebruikt om de kathodestraalbuis in een televisieapparaat aan te duiden. De naam 'CRT' is de afkorting van de Engelse naam cathode ray tube. De eerste kathodestraalbuizen werden gebruikt in de oscilloscoop. De bekendste toepassing van de kathodestraalbuis is die als televisiescherm. Een eenvoudiger vorm van een kathodestraalbuis is een indicatorbuis.
De uitvinding van de kathodestraalbuis wordt toegeschreven aan Karl Ferdinand Braun, in 1897.

## Opbouw en werking
De kathodestraalbuis is samengesteld uit een cilindrisch deel (hals) met het elektronenkanon en een conisch verlopende overgang naar een min of meer vlak beeldscherm. In de hals vindt men het elektronenkanon met daarin de kathode die de elektronen voor de bundel genereert en met zogenaamde roosters om de elektronenbundels naar een punt te convergeren (focusseren).
Vervolgens doorloopt de bundel een veld waarmee hij in zijn geheel afgebogen wordt. In een oscilloscoop is dit veld elektrostatisch (zie tekening). Bij een televisiebeeldbuis is het veld magnetisch. Dit veld wordt opgewekt door twee spoelen die uitwendig over de hals geschoven worden.
Het vakgebied dat zich bezighoudt met het bundelen, afbuigen en verder manipuleren van elektronenbundels, heet elektronenoptica.

## Details
Een kathodestraalbuis (beeldbuis) is vervaardigd uit loodhoudend kwartsglas en metalen onderdelen. De inwendige ruimte is hermetisch gesloten en hoogvacuüm gepompt.
Het glas is aan de voorzijde minstens een centimeter dik, in het buisvormige deel slechts een paar millimeter.
Het heeft op het breed uitlopende deel aan de buitenkant een loodachtige coating (aquadag).
Aan de binnenkant bevindt zich bij beeldbuizen een opgedampte aluminiumlaag om de elektronen van het scherm af te voeren.
In oscilloscoopbuizen is dit ook weleens een koolstoflaag.
De buitenlaag is verbonden met het metalen chassis van de betreffende installatie (tv of monitor.)
De binnenlaag is door middel van een contactpunt in de glaswand (elektrode) verbonden met de flybacktransformator die voor de naversnelling zorgt.
Met het glas als diëlektricum vormt dit een condensator.
In het smalle buisvormige gedeelte van dit deel is het elektronenkanon aangebracht waarvan de aansluitdraden door de glaswand heen naar buiten zijn gebracht. Het elektronenkanon brengt in een oscilloscoop of zwart-wit-tv-buis één elektronenstraal en in een kleurenbeeldbuis drie elektronenstralen voort.
Bij een oscilloscoop worden de afbuigplaten binnenin het buisvormige gedeelte geplaatst. Bij een tv-beeldbuis worden in plaats daarvan uitwendige afbuigspoelen gebruikt. Hetzij door de spanning tussen de afbuigplaten te variëren, hetzij de stroomsterkte door de afbuigspoelen te variëren, kan de elektronenstraal over het gehele oppervlak van de voorzijde worden gestuurd. Zo kan een raster worden gemaakt waarmee ieder punt van het scherm kan worden verlicht.
Door de elektronenstraalbundel(s) af te buigen onder gelijktijdige variatie van de bundelintensiteit(en) kan een beeld worden opgebouwd, dat door de traagheid van de beeldverwerking door onze ogen als een volledig geheel wordt waargenomen. (Zie hiervoor details in de pagina Televisietechniek.)
Het voorste deel, de frontplaat, bestaat uit een veel dikkere, vlakkere plaat van kwartsglas, waarop aan de binnenzijde een fosforescent (vaak kort met het Anglicisme fosfor aangeduid, níet het scheikundige element fosfor) is aangebracht. 
Eén soort fosfor voor monochrome schermen, drie aparte fosfors (in banen of groepen rood, groen en blauw) voor de kleurenschermen.
Aan de binnenkant van deze fosforlaag is een laagje aluminium opgedampt om ionen op te vangen, die anders door hun veel grotere massa dan elektronen het fosfor op den duur bruin doen verkleuren. Doordat ionen veel zwaarder zijn dan elektronen, zullen ze door het magnetisch veld van de afbuigspoelen, ofwel door het elektrisch veld tussen de afbuigplaten, minder sterk afgebogen worden, waardoor deze verkleuring alleen maar in het midden van het beeldscherm optreedt (de zogenoemde ionenvlek). Vroegere CRT-schermen, die nog geen opgedampte aluminiumlaag hadden, gebruikten daarvoor een zogeheten ionenval.

## Kleurenschermen
Bij kleurenbeeldschermen is elk beeldpunt opgebouwd uit drie fosforescerende punten, een voor elk van de kleuren rood, groen en blauw. Aan de binnenzijde van het glas, op een afstand van circa 0,5 cm vanaf het fosfor, bevindt zich een geperforeerde metalen plaat, het zogeheten schaduwmasker, die de bolling van de binnenzijde van de voorkant volgt. De perforaties komen overeen met de beeldpunten en zorgen ervoor dat de drie elektronenbundels van de drie elektronenkanonnen, die ieder onder een verschillende hoek op het masker komen, alleen het fosforescerende punt van de betrokken kleur treffen.
In het verleden werden hierbij steeds drie fosforpuntjes in een deltaopstelling (driehoek) gebruikt (deltabeeldbuis).
Vanaf de jaren 80 is de in-line-beeldbuis ontwikkeld.
In dit type beeldbuis zijn de kleuren in verticale rijen geplaatst, waardoor de convergentie veel gemakkelijker is en er veel minder externe elektronica (extra spoelen en hun aansturing bij het afbuigjuk) benodigd is.
Bij de Sony Trinitron-beeldbuizen zijn dit verticaal gespannen lintvormige snaren.
Deze techniek is speciaal door Sony ontwikkeld en geeft een hoger rendement waardoor het beeld veel helderder en contrastrijker kan zijn dan deze van de "standaard" beeldbuizen.
De elektronenbundels die de weg vanaf het schaduwmasker tot het fosforscherm volgen worden door magnetische velden van hun richting afgebogen. Door storende magnetische velden, zoals het aardmagnetisch veld kunnen de fosforpuntjes van de "verkeerde" kleur getroffen worden. Daarom moeten beeldbuizen voor ieder punt op aarde anders magnetisch afgeregeld worden.
Het elektronenkanon bestaat uit een kathode en een aantal metalen plaatjes met voor iedere bundel een opening. Die plaatjes worden in analogie met radiobuizen roosters genoemd worden. Binnen de kathode bevindt zich een gloeidraad die de kathode tot ongeveer 1000 °C opwarmt, waardoor elektronen door de warmtebeweging vrijkomen. De potentiaal op het tweede plaatje trekt de elektronen van de kathode weg. Door de spanning op de kathode en daarmee het potentiaalverschil met het tweede plaatje, te variëren kan de stroom in de bundel geregeld worden. De volgende roosters versnellen de elektronen tot ongeveer 30 keV en focusseren de bundel. Bij deze energie hebben de elektronen een snelheid gelijk aan ongeveer een derde van de lichtsnelheid, zodat ontwerpers van beeldbuizen met relativistische effecten rekening moeten houden. In sommige beeldbuizen is die focussering dynamisch, wat wil zeggen dat de focussering afhangt van de positie op het scherm waar de elektronen zullen landen. Tussen elektronenkanon en fosforscherm heerst een equipotentiaalruimte doordat het scherm op dezelfde potentiaal wordt gebracht als het laatste plaatje van het elektronenkanon. In de equipotentaalruimte worden de elektronen aldus niet meer versneld, maar door de aanwezigheid van een magnetisch deflectieveld naar een bepaald punt op het scherm afgebogen. Met deze variaties van spanningen op de roosters, alsmede de timing in de afbuig-elektronica kan men een beeld produceren dat voor onze ogen een volledig schermvullend geheel lijkt.

## Configuratie
De klassieke configuratie met drie elektronenkanonnen in een gelijkzijdige driehoek leverde problemen op met het convergeren. Moderne kathodestraalbuizen hebben een configuratie met drie elektronenkanonnen die op een denkbeeldige horizontale lijn liggen.

## Fosfors
Het scherm is bedekt met een fosforescerend materiaal. Van belang zijn de eigenschappen: kleur, nalichttijd en lichtopbrengst. De kleur is meestal groen voor goede zichtbaarheid of blauw wanneer voornamelijk foto's van het scherm genomen worden. De kleur was wit voor de zwart-wittelevisieschermen en rood, groen, blauw voor kleurentelevisie. De nalichttijd is meestal kort, behalve voor radarschermen.
De benaming fosfor (Engels phosphor) heeft te maken met de fosforescerende eigenschappen van het materiaal en niet met het scheikundig element fosfor (Engels phosphorus).  De juiste Nederlandse term is fosforescent of fosforescerende stof.

## Slijtage

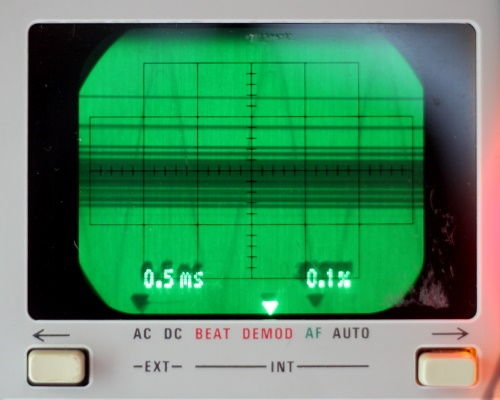
Beeldschermslijtage van kathodestraalbuis van meetzender Rohde & Schwarz CMT 54

De fosforescerende stof slijt in het gebruik, zodat de lichtopbrengst in de loop van de tijd minder wordt. Dit effect kan worden vertraagd door de intensiteit zo laag mogelijk in te stellen, en zo de levensduur te vergroten. De lichtopbrengst kan bij "versleten" delen van het scherm (sterk) gereduceerd zijn. Ook kan het scherm ingebrand zijn, zodat bij uitgeschakeld beeldscherm een afdruk van het oorspronkelijke beeld zichtbaar is. Op de hiernaast staande afbeelding is verminderde lichtopbrengst zichtbaar gemaakt van het scherm van een langdurig gebruikte meetzender van het type Rohde & Schwarz CMT 54. De lichtopbrengst op de plekken van de cijfer- en lettertekens (selectiepijl onder in het scherm) en het middengebied is duidelijk verminderd. Er is zelfs een afdruk van een sinusvorm zichtbaar.

## Toekomst
De kathodestraalbuis als beeldscherm vindt nauwelijks nog toepassing. Vooral bij grotere beeldformaten nemen ze veel plaats in, zijn zwaar en hebben hoge spanningen nodig en bevatten schadelijke stoffen, zoals fosfor. Ook steeds meer oscilloscopen worden voorzien met een lcd-scherm en zijn er meetapparaten die via een usb-interface met een computer verbonden kunnen worden.
De radarbeeldbuis is al vrijwel overal vervangen door een computerscherm. En zowel computers als televisies maken nauwelijks nog gebruik van kathodestraalbuizen, maar zijn voorzien van een dun lcd-scherm of plasmascherm.

## Veiligheid
- Omdat in een kathodestraalbuis een vacuüm heerst, bestaat implosiegevaar bij beschadiging van de buis.
- Kathodestraalbuizen werken met zeer hoge spanningen, bij de beeldbuis van een televisie is deze rond de 30.000 volt. Deze hoge spanning kan nog lang aanwezig blijven na het uitschakelen van het toestel.
- Het elektronenkanon op de achterkant van het scherm is zeer gevoelig, en het glas is bij het elektronenkanon erg dun. Als het scherm per ongeluk op het elektronenkanon rust, kan dit leiden tot glasbreuk en implosie.
- De fosforescerende laag kan toxische stoffen bevatten.
- Röntgenstraling.